# ŠK Radnički Kragujevac
ŠK Radnički Kragujevac – istniejący w latach 1948–2014 serbski klub szachowy z siedzibą w Kragujevacu. Od 2014 roku jest częścią ŠK Radnički Vodovod.

## Historia
Klub został założony w 1948 roku. W 1972 roku zespół zadebiutował w Prvej lidze Jugoslavije, zajmując wówczas ósme miejsce. W latach 1973 i 1975 Radnički był piąty, a w 1974 roku – szósty. W sezonie 1978 zespół spadł z ligi, powrócił do niej na jeden sezon w latach 1982 i 1992. W 2004 roku klub powrócił na najwyższy poziom rozgrywek, wówczas pod nazwą Prva savezna liga Srbije i Crne Gore. Zespół uzyskał wówczas szóste miejsce. W 2007 roku zespół zajął czwarte miejsce w Prvej lidze Srbije oraz wygrał tytuł wśród kobiet. W 2009 roku klub ponownie uzyskał czwarte miejsce. W 2014 roku klub połączył się z ŠK Vodovod Kragujevac, tworząc ŠK Radnički-Vodovod Kragujevac. Ten zespół zdobył mistrzostwo Serbii w 2014 roku.

## Arcymistrzowie w historii klubu
- Boško Abramović[7]
- Dejan Antić[8]
- Dragan Barlov[8]
- Dragiša Blagojević[8]
- Zachar Jefimenko[8]
- Nenad Ristić[9]